# Branko Dukić
Branko Dukić (ur. 27 marca 1966 w Zadarze) – chorwacki samorządowiec i lekarz, od 2017 roku burmistrz Zadaru.

## Życiorys
Szkołę średnią ukończył na profilu fizjoterapeutycznym. W 1992 roku został absolwentem Wydziału Lekarskiego uniwersytetu w Rijece. Od 1992 roku służył w wojsku uczestnicząc w wojnie domowej, działał w 134. Brygadzie i 84. Batalionie Gwardii w Zadarze jako lekarz polowy.
Przez 13 lat był ordynatorem Oddziału Ginekologii i Położnictwa Szpitala Ogólnego w Zadarze. Jest członkiem Towarzystwa Endoskopii Ginekologicznej oraz członkiem Chorwackiego Towarzystwa Ginekologiczno-Onkologicznego. Był prezesem Zadarskiej Izby Onkologicznej.

### Działalność polityczna
W 2006 roku dołączył do Chorwackiej Wspólnoty Demokratycznej (HDZ). W 2007 roku został przewodniczącym struktury HDZ w mieście Zadaru. W 2009 roku wybrano go radnym Zadaru. W 2016 roku został członkiem zarządu miejskiego HDZ w Zadarze. W maju 2017 roku został wybrany burmistrzem Zadaru, wygrywając w pierwszej turze zdobył 51,2% głosów. 31 maja tego samego roku objął urząd.

## Życie prywatne
Poślubił Brankicę wraz z którą wychowuje czwórkę dzieci.